# 台山市各级文物保护单位列表
以下是广东省江门市台山市的各级文物保护单位列表。

## 广东省文物保护单位
| 编号  | 名称                 | 年代    | 地址                                   | 类别                       | 图片 | 备注                            |
| ----- | -------------------- | ------- | -------------------------------------- | -------------------------- | ---- | ------------------------------- |
| 4-82  | 紫花岗摩崖石刻       | 清      | 台山市广海镇南湾海永无波公园内         | 石刻                       |      |                                 |
| 4-95  | 汀江圩华侨近代建筑群 | 民国    | 台山市端芬镇西头村六乡自然村           | 近现代重要史迹及代表性建筑 |      | 共占地30亩，合94幢建筑物        |
| 4-116 | 台山县政府大楼       | 1933年  | 台山市台城街道东云社区中山三巷6号      | 近现代重要史迹及代表性建筑 |      |                                 |
| 5-26  | 陈宜禧故居           | 1922年  | 台山市斗山镇美塘村                     | 近现代重要史迹及代表性建筑 |      | 约1000平方米                    |
| 5-90  | 台山县立中学         | 民国    | 台山市台城街道东云社区石花路1号        | 近现代重要史迹及代表性建筑 |      |                                 |
| 5-91  | 斗山浮月洋楼         | 民国    | 台山市斗山镇墩头村委会浮月村           | 近现代重要史迹及代表性建筑 |      |                                 |
| 5-92  | 翁家楼               | 民国    | 台山市端芬镇庙边模范村                 | 近现代重要史迹及代表性建筑 |      |                                 |
| 8-13  | 广海卫城城墙         | 明      | 台山市广海镇广海城社区海永无波公园内   | 古遗址                     |      | 包括广海卫城城墙、 紫花岗烽火台 |
| 8-14  | 大洲湾遗址           | 明      | 台山市川岛镇大洲村大洲湾               | 古遗址                     |      |                                 |
| 8-24  | 方济各•沙勿略墓园    | 明清    | 台山市川岛镇上川岛山西麓               | 古墓葬                     |      |                                 |
| 8-128 | 庙边学校旧址         | 1926 年 | 台山市端芬镇庙边村蓝田自然村           | 近现代重要史迹及代表性建筑 |      |                                 |
| 9- 8  | 新地村天主堂遗址     | 清      | 台山市川岛镇大洲村新地自然村新地小学内 | 古遗址                     |      | 含神父楼                        |
| 9-153 | 陈宜禧纪念亭         | 1920年  | 台山市台城街道南塘社区                 | 近现代重要史迹及代表性建筑 |      |                                 |

## 台山市文物保护单位
| 编号 | 名称                                     | 图片 | 年代                     | 地址                                       | 类型                       | 批次                    |
| ---- | ---------------------------------------- | ---- | ------------------------ | ------------------------------------------ | -------------------------- | ----------------------- |
|      | 石花山摩崖石刻群                         |      | 明、清                   | 台山市台城东云社区石花山上                 | 石刻                       | 第一批（1989年4月28日） |
|      | 琴溪古桥                                 |      | 清                       | 台山市北陡镇那琴圩西侧                     | 古建筑                     | 第一批（1989年4月28日） |
|      | 凌云古塔                                 |      | 明万历四十一年（1613）   | 台山市台城街道新桥社区塔山顶               | 古建筑                     | 第一批（1989年4月28日） |
|      | 香头坟（伍隆起墓）                       |      | 宋祥兴元年（1278）       | 台山市台城街道香雁湖村香头坟村黄牛拉车山   | 墓葬                       | 第一批（1989年4月28日） |
|      | 台山溯源学校纪念堂                       |      | 中华民国二十五年（1936） | 台山市台城街道东云社区中山路24号           | 近现代重要史迹及代表性建筑 | 第二批（2002年7月17日） |
|      | 台城人民电影院                           |      | 中华民国二十四年（1935） | 台山市台城街道环南社区人民路10号           | 近现代重要史迹及代表性建筑 | 第二批（2002年7月17日） |
|      | 台城谭宅                                 |      | 中华民国七年（1918）     | 台山市台城街道南塘社区台西路132号          | 近现代重要史迹及代表性建筑 | 第二批（2002年7月17日） |
|      | 台城天桥大厦                             |      | 中华民国三十年（1941）   | 台山市台城街道南塘社区台西路40－49号       | 近现代重要史迹及代表性建筑 | 第二批（2002年7月17日） |
|      | 台城东风旅店                             |      | 中华民国十五年（1926）   | 台山市台城街道南塘社区西荣街53号           | 近现代重要史迹及代表性建筑 | 第二批（2002年7月17日） |
|      | 台城礼拜堂                               |      | 中华民国十一年（1922）   | 台山市台城街道南塘社区台西路186号          | 近现代重要史迹及代表性建筑 | 第二批（2002年7月17日） |
|      | 黄光锐故居                               |      | 中华民国                 | 台山市白沙镇龚边村田四村                   | 近现代重要史迹及代表性建筑 | 第三批（2008年5月26日） |
|      | 胥山纪念堂                               |      | 中华民国十九年（1930）   | 台山市大江镇公益圩第二社区上海街1号        | 近现代重要史迹及代表性建筑 | 第三批（2008年5月26日） |
|      | 赵天锡故居                               |      | 清                       | 台山市斗山镇浮石村七坊                     | 近现代重要史迹及代表性建筑 | 第四批（2008年6月12日） |
|      | 赵灼故居                                 |      | 中华民国                 | 台山市斗山镇浮石村四坊                     | 近现代重要史迹及代表性建筑 | 第四批（2008年6月12日） |
|      | 福临碉楼                                 |      | 中华民国十五年（1926）   | 台山市四九镇玄潭村福临村村外左前方         | 近现代重要史迹及代表性建筑 | 第五批（2011年9月8日）  |
|      | 立德学校旧址                             |      | 中华民国                 | 台山市台城街道泡步村信恒塑料厂内           | 近现代重要史迹及代表性建筑 | 第五批（2011年9月8日）  |
|      | 日新学校                                 |      | 中华民国十三年（1924）   | 台山市台城街道板岗村                       | 近现代重要史迹及代表性建筑 | 第五批（2011年9月8日）  |
|      | 蛮陂头水电站                             |      | 20世纪50年代             | 台山市四九镇北峰山麓                       | 近现代重要史迹及代表性建筑 | 第五批（2011年9月8日）  |
|      | 绥靖伯庙                                 |      | 清光绪十六年（1890）     | 台山市台城街道水南村水南圩西南侧           | 古建筑                     | 第五批（2011年9月8日）  |
|      | 巫公岩摩崖石刻                           |      | 南宋德祐二年(1276)       | 台山市海宴镇沙栏村通亨村西面山上           | 石刻                       | 第五批（2011年9月8日）  |
|      | 石笋村航海标志                           |      | 明                       | 台山市川岛镇高笋村石笋村前                 | 遗址                       | 第六批（2014年12月）    |
|      | 台山革命烈士纪念碑（含李荣熙烈士纪念碑） |      | 近代                     | 台山市台城街道新桥社区塔山台山革命烈士陵园 | 近现代重要史迹及代表性建筑 | 第七批（2017年6月14日） |
|      | 岑尧俊家族墓                             |      | 明代                     | 台山市台城街道沙岗湖路横湖                 | 墓葬                       | 第七批（2017年6月14日） |
|      | 南村人民抗击日军旧址（含康英家塾）       |      | 中华民国                 | 台山市四九镇上南村源美村                   | 近现代重要史迹及代表性建筑 | 第七批（2017年6月14日） |
|      | 立益翁百岁亭                             |      | 中华民国                 | 台山市都斛镇下莘村村下莘村北面             | 近现代重要史迹及代表性建筑 | 第七批（2017年6月14日） |
|      | 清濂郑公祠                               |      | 清代                     | 台山市海宴镇联南佑村村                     | 古建筑                     | 第七批（2017年6月14日） |
|      | 汶村村陈氏祖祠                           |      | 明清时期                 | 台山市汶村镇汶村村                         | 古建筑                     | 第七批（2017年6月14日） |
|      | 三遇陈公祠                               |      | 清代                     | 台山市汶村镇汶村村                         | 古建筑                     | 第七批（2017年6月14日） |
|      | 三圣堂                                   |      | 宋代                     | 台山市汶村镇汶村村                         | 古建筑                     | 第七批（2017年6月14日） |
|      | 闻溪陈公祠                               |      | 明代                     | 台山市汶村镇汶村村                         | 古建筑                     | 第七批（2017年6月14日） |
|      | 升平人瑞牌坊                             |      | 清代                     | 台山市汶村镇汶村村                         | 古建筑                     | 第七批（2017年6月14日） |
| 8-1  | 林基路故居                               |      |                          | 台山市都斛镇大纲村                         | 近现代重要史迹及代表性建筑 | 第八批（2022年7月8日）  |
| 8-2  | 南州学校                                 |      |                          | 台山市台城街道南坑村                       | 近现代重要史迹及代表性建筑 | 第八批（2022年7月8日）  |